# Junodia strigipennis
Junodia strigipennis är en bönsyrseart som beskrevs av John Obadiah Westwood 1889. Junodia strigipennis ingår i släktet Junodia och familjen Hymenopodidae. Inga underarter finns listade i Catalogue of Life.